# Osobliwości narodowego polowania
Osobliwości narodowego polowania (ros. Особенности национальной охоты / Osobiennosti nacjonalnoj ochoty) – rosyjska komedia z 1995 roku w reżyserii Aleksandra Rogożkina. Zdjęcia kręcono w obwodzie leningradzkim i pskowskim.
Pierwszy film o grupie tzw. "herbatników", którzy "kulturalnie" odpoczywają na łonie przyrody. Obraz doczekał się kontynuacji w postaci filmów Osobliwości narodowego wędkarstwa (1998) oraz Osobliwości narodowego polowania w zimie (2000).
Premiera filmu miała miejsce 15 czerwca 1995 roku podczas 4. Rosyjskiego Festiwalu Filmowego „Kinotawr” w Soczi. Szesnaście miesięcy później premiera filmu odbyła się 6 października 1996 roku w rosyjskiej stacji TV Pierwyj kanał.

## Opis fabuły
Młody pisarz z Finlandii namawia swojego rosyjskiego przyjaciela, aby ten zabrał go na prawdziwe, rosyjskie polowanie. W barwnej, męskiej kompanii ruszają w leśne ostępy. Polowanie na grubego zwierza przeradza się oczywiście w niekończące się pijaństwo, co skutkuje kaskadą komediowych zdarzeń.

## Obsada
- Siemion Strugaczew jako Liowa Sołowiejczik
- Siergiej Ruskin jako Sierioża Olegicz
- Ville Haapsalo jako Raimo, fiński dziennikarz
- Wiktor Byczkow jako Kuźmicz
- Aleksiej Bułdakow jako generał Michałycz